# Буркау
Буркау или Порхо (њем. Burkau, глсрп. Porchow) општина је у њемачкој савезној држави Саксонија. Једно је од 63 општинска средишта округа Бауцен. Према процјени из 2010. у општини је живјело 2.884 становника. Посједује регионалну шифру (AGS) 14625060.

## Географски и демографски подаци
Буркау се налази у савезној држави Саксонија у округу Бауцен. Општина се налази на надморској висини од 231 метра. Површина општине износи 31,8 km². У самом мјесту је, према процјени из 2010. године, живјело 2.884 становника. Просјечна густина становништва износи 91 становника/km².